# Hedwig von Olfers

Hedwig von Olfers, nach einer Photographie

Hedwig von Olfers, Jugendbildnis

Hedwig von Olfers, geborene Hedwig von Staegemann (* 11. Mai 1799 in Königsberg; † 11. Dezember 1891 in Berlin), war eine deutsche Schriftstellerin und Salonnière in Berlin.

## Familie
Hedwig war die Tochter des Juristen, Dichters und preußischen Staatsrats Friedrich August von Staegemann und der Elisabeth Fischer, geschiedene Graun (1761–1835).
Am 3. Dezember 1823 heiratete sie in Berlin den Mediziner und Diplomaten Ignaz von Olfers.
Aus der Ehe entstammten vier Kinder:
- Johanna (Nina) von Olfers (1824–1901), seit 1849 zweite Gemahlin des Grafen Ludwig Yorck von Wartenburg
- Marie von Olfers (1826–1924)
- Hedwig von Olfers (1829–1919), seit 1866 verheiratet mit Heinrich Abeken
- Ernst von Olfers (1840–1915), Dr. med., Sanitätsrat, bis 1890 Herr auf Metgethen, Vater von Sibylle von Olfers

Zur Familie gehörte weiterhin die 1852 angenommene Pflegetochter einer Klein Oelser Dienstmagd, Anna (Annerle) Richter (1851–1879), eine begabte Musikerin.

## Leben

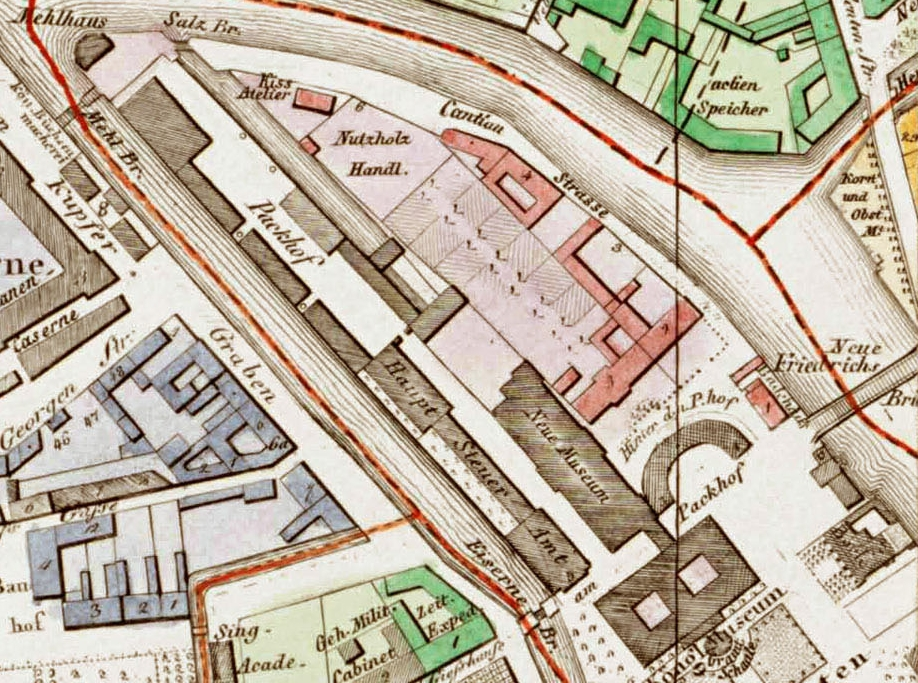
Cantianstraße 4: bis 1877 Wohnhaus der Familie von Olfers; hier befand sich der berühmte Gelbe Salon

Das Haus von Hedwig von Olfers war im Berlin unter der Regierungszeit der Könige Friedrich Wilhelm III. und Friedrich Wilhelm IV. der gesellschaftliche Mittelpunkt der Stadt. Bereits als 16-Jährige hatte Hedwig im Salon ihrer Eltern, des Staatsrats Friedrich August von Staegemann und dessen Gemahlin, der Salonnière Elisabeth von Staegemann, die gebildete und künstlerisch talentierte Jugend Berlins um sich geschart. Sie wurde damals zum Urbild der schönen Müllerin, als man 1816 die Gäste des elterlichen Salons mit dem selbstverfassten gesellschaftlichen Liederspiel Rose, die Müllerin unterhielt. Teilnehmer waren der später als Dichter (Die schöne Müllerin, Winterreise) berühmt gewordene Wilhelm Müller, die spätere Verfasserin religiöser Lyrik Luise Hensel, deren Bruder Wilhelm Hensel, der als Porträt-Zeichner europaweit Ruhm errang, Clemens Brentano und auch der Komponist Ludwig Berger, der acht Jahre vor Schubert die in das Liederspiel eingestreuten Lieder als Zyklus Gesänge aus einem gesellschaftlichen Liederspiel DIE SCHÖNE MÜLLERIN op. 11  vertonte.
Nach ihrer Heirat mit dem Mediziner, Diplomaten und späteren Generaldirektor der Berliner Königlichen Museen Ignaz von Olfers versuchte Hedwig erfolgreich, die Geselligkeiten des Salons ihrer Eltern im Sinne der Salon-Tradition der Rahel Varnhagen von Ense fortzusetzen. Künstler, Gelehrte sowie namhafte Vertreter der Militär- und Hofgesellschaft trafen sich, anfangs jeden Freitag, später meist am Donnerstag, beim Tee zu Gedankenaustausch und musischen Soireen im Gelben Salon in der Cantianstraße 4, ab 1877 in der Margaretenstraße 7.
In souveräner Weise verstand Hedwig von Olfers, politische Differenzen und Unterschiede des Standes zu nivellieren und Menschen unterschiedlichster Herkunft, Religion und Denkungsart zusammenzuführen. Ihr Stil prägte eine ganze Generation von Salonnièren, darunter etwa Marie von Schleinitz, bei der sie selber im Alter verkehrte.
Neben einem Gedichtband und kleineren literarischen Arbeiten sind vor allem die von ihrer Tochter Hedwig Abeken in zwei Bänden herausgegebenen Erinnerungen, Briefe und Tagebücher interessant. Sie zählen zu den wichtigsten personengeschichtlichen Quellen des 19. Jahrhunderts.
Hedwig von Olfers starb im hohen Alter von 92 Jahren an einer Lungenentzündung in ihrer Wohnung in der Margaretenstraße 7 (die Straße ist nicht mehr existent, heute befindet sich dort der Bau der Staatsbibliothek) in der Friedrichsvorstadt und wurde auf dem Alten Matthäus-Friedhof im Grab ihrer Pflegetochter Anna Richter bestattet.

## Habitués
- Heinrich Abeken
- Karl vom Stein zum Altenstein
- Jean Pierre Frédéric Ancillon
- Luise Großherzogin von Baden
- Amalie Beer
- Johann Joachim Bellermann
- Karoline Friederike von Berg
- Theodor von Bethmann-Hollweg
- Gustav Calixt Fürst von Biron
- Hermann von Boyen
- Friedrich Wilhelm von Brandenburg
- Johann Georg Emil von Brause
- Marie von Bunsen
- Peter von Cornelius
- Ernst Curtius
- Rudolph von Delbrück
- Johann Albrecht Friedrich von Eichhorn
- Friedrich de la Motte Fouqué
- August Neidhardt von Gneisenau
- Karl von Graefe
- Gustav von Griesheim
- Gisela Grimm
- Herman Grimm
- Ferdinand Graf von Harrach
- Hermann von Helmholtz
- Amalie von Helvig
- Luise Hensel
- Wilhelm Hensel
- Botho von Hülsen
- Alexander von Humboldt
- Max Jähns
- Joseph Joachim
- Charlotte von Kalb
- Leopold Graf von Kalckreuth
- Wilhelm von Kaulbach
- Robert von Keudell
- Marie von Kleist
- Franz Krüger
- Richard Lepsius
- Fanny Lewald
- Eduard Magnus
- Adolph Menzel
- Theodor Mommsen
- Maximiliane Gräfin von Oriola
- Henriette Paalzow
- Ernst von Pfuel
- Georg von Preußen
- Rudolf Radecke
- Familie Anton Fürst Radziwill
- Leopold von Ranke
- Anna vom Rath
- Christian Daniel Rauch
- Alfred von Reumont
- Gustav Richter
- Friedrich Wilhelm von Schadow
- Gottfried Schadow
- Wilhelm Scherer
- Erich Schmidt
- Henriette Sontag
- Ludwig Tieck
- Heinrich von Treitschke
- Alexander von Ungern-Sternberg
- Richard Voß
- Wilhelm Wach
- Friedrich Adolf Freiherr von Willisen
- Wilhelm Freiherr von Willisen
- Ernestine von Wildenbruch
- Ernst von Wildenbruch
- Paul Graf Yorck von Wartenburg
- Maximilian Graf Yorck von Wartenburg

## Über Hedwig von Olfers
- Herman Grimm: Sie hat, könnte man sagen, nie aufgehört, ein junges Mädchen zu sein, das eben seine ersten Erfahrungen macht, ihr Dasein war ein stets sich wiederholendes Erstaunen.
- Erich Schmidt: Ihr Gespräch kannte keinen Klatsch und keine bequemen, abgegriffenen Zeitungsurteile; immer von Grazie leicht getragen, durch die wundervolle Befriedigung unseres geistigen Bedürfnisses, Neues zu erfahren, rückwärts und vorwärts beflügelt, ohne jede falsche Bildung und Prüderie, von einem unbeirrbaren Takt gesteuert, aus dem Vollen geschöpft, improvisatorisch, mit leichten Sprüngen, manchen verschwiegenen, ja plötzlichen Übergängen, bestimmt, auch schalkhaft überraschend, nie lehrhaft.[3]
- Richard Voß: Diese unvergeßlichen Olferschen Teeabende! An einem runden Tisch vor dem altmodischen Sofa saß die alte Exzellenz, Hedwig von Olfers, das jugendlich rosige Gesicht von einer hellfarbigen Haube ehrwürdig umrahmt. Und diese alte Freundin war Führerin und milde Beherrscherin der Geister, die sich um sie versammlten.[4]
- Ernst von Wildenbruch: Für diese Natur gab es überhaupt keine andere Möglichkeit des Seins als mitzuerleben. Tiefgründige Selbstbeobachtung, die ihre Umgebung alle Augenblicke durch Worte ursprünglicher Weisheit überraschte, und daneben eine Weltfreundlichkeit, die ihre Umgebung ebenso oft zu Ausbrüchen heiteren Lachens veranlaßte - dies Widersprechende, verklärt durch den Zauber, den die Natur ihren Lieblingen bei der Geburt in das Herz legt - durch Naivität.[5]

## Werke
- Der Kinder-Advokat (Berlin 1868)
- Eltern Leid und Lust (1873)
- Gedichte (Berlin 1892)
- Hedwig von Olfers, geb. v. Staegemann 1799–1891. Ein Lebenslauf.
  - Bd. 1: Elternhaus und Jugend 1799–1815.  Hrsg. von Hedwig Abeken, Berlin 1908.
  - Bd. 2: Erblüht in der Romantik, gereift in selbstloser Liebe. Aus Briefen zusammengestellt. 1816–1891. Hrsg. Hedwig Abeken, Berlin 1914.